# Tipula inadusta
Tipula inadusta är en tvåvingeart som beskrevs av Alexander 1946. Tipula inadusta ingår i släktet Tipula och familjen storharkrankar. Inga underarter finns listade i Catalogue of Life.